# Savalou (ort)
Savalou är en departementshuvudort i Benin.   Den ligger i departementet Collines, i den södra delen av landet, 170 km norr om huvudstaden Porto-Novo. Savalou ligger 181 meter över havet och antalet invånare är 30 187.
Terrängen runt Savalou är platt söderut, men norrut är den kuperad. Savalou är det största samhället i trakten.
I omgivningarna runt Savalou växer huvudsakligen savannskog. Runt Savalou är det ganska glesbefolkat, med 42 invånare per kvadratkilometer.